# Liwadia (dystrykt Larnaka)
Liwadia (gr. Λιβάδια) – miasto w Republice Cypryjskiej, w dystrykcie Larnaka. W 2011 roku liczyło 7206 mieszkańców.